# 비늘삼치
비늘삼치(Gasterochisma melampus)는 고등어목 고등어과에 속하는 물고기이다. 몸길이는 1.3m가 되는 대형어류에 속한다.

## 특징과 먹이
비늘삼치는 비늘삼치속의 유일한 종이 되는 어종이다. 다랑어속의 어류들처럼 꼬리지느러미의 뒷부분엔 위와 아래로 날카로운 톱날의 모양이 되는 가시가 있지만 다랑어속과는 엄연히 다른 분류가 되는 어종이다. 등지느러미는 2개가 있으며 앞의 지느러미는 평평하지만 뒷쪽의 지느러미는 상어처럼 솟아 있으며 옆줄을 경계로 위쪽의 몸은 푸른색이지만 아래쪽은 백색을 띄고 있다. 이빨은 상당히 날카로우며 몸의 측면마다 촘촘히 나있는 비늘이 있어서 비늘삼치라는 이름을 얻게 되었다. 먹이는 멸치, 정어리, 청어로 대표되는 작은물고기, 오징어로 대표되는 두족류, 갑각류를 주로 먹는 육식성인 어류이다.

## 서식지
비늘삼치의 주요서식지는 태평양과 인도양이 있으며 참다랑어와 같은 원양성의 어류이다. 수심 10~250m의 수심에 주로 사는 표해수대의 어류이며 먹이를 따라 이동을 하는 물고기이다. 다만 비늘삼치는 식용으로도 이용이 되는 물고기지만 비늘삼치는 이빨이 날카로운 물고기인만큼 살아있는 개체를 다룰 때는 반드시 주의를 요구하며 그래서 두꺼운 장갑을 쓰고 손질을 하는 것이 좋다. 태평양이나 인도양에선 비늘삼치를 잡아 회를 먹거나 요리를 해먹기도 한다.

## 같이 보기
- 고등어목
- 고등어과